# Przemysław Korsak
Przemysław Korsak (ur. 8 kwietnia 1999 r. w Gorzowie Wielkopolskim) – polski kajakarz, dwukrotny mistrz Polski.

## Wyniki
Wyniki finałów igrzysk olimpijskich i europejskich oraz mistrzostw świata i Europy.
| Rok  | Zawody             | Miejscowość | Konkurencja | Czas     | Pozycja |
| ---- | ------------------ | ----------- | ----------- | -------- | ------- |
| 2019 | Mistrzostwa świata | Segedyn     | K-1 500 m   | 1:38,001 | 9.      |